# Aleksandr Orłow (astronom)
Aleksandr Jakowlewicz Orłow (ur. 25 marca?/6 kwietnia 1880 w Smoleńsku, zm. 28 stycznia 1954 w Kijowie) – rosyjski i radziecki astronom, jeden z pionierów nowoczesnej geodynamiki.

## Życiorys
W latach 1894-1898 uczęszczał do gimnazjum w Woroneżu, w latach 1898-1902 studiował na wydziale matematyczno-fizycznym uniwersytetu w Sankt-Petersburgu. Po ukończeniu (z wyróżnieniem) studiów poszerzał swoją wiedzę na Sorbonie, w Lund (gdzie studiował razem z Carlem Charlierem) oraz w Getyndze. W latach 1905–1906/7 pracował w obserwatorium w Tartu .
W 1915 roku obronił pracę doktorską Wyniki obserwacji księżycowo-słonecznych deformacji Ziemi. W latach 1913–1934 był dyrektorem obserwatorium astronomicznego uniwersytetu w Odessie.
Był profesorem i dyrektorem Obserwatorium Astronomicznego Uniwersytetu Kijowskiego. W latach 1920–1923 był akademikiem Ukraińskiej Akademii Nauk (NASU) . W 1924 r. wystąpił z propozycją zorganizowania w Połtawie obserwatorium grawimetrycznego do badań grawimetrycznych Ukrainy , badania deformacji pływowych Ziemi i zaburzeń polarnych. Obserwatorium powstało w 1926 roku .
W latach 1934-1938 pracował w Instytucie Astronomicznym im. Sternberga, w okresie 1944-1949 i 1951-1952 był dyrektorem Głównego Obserwatorium Astronomicznego Akademii Nauk Ukraińskiej SRR (NASU).
W 1939 roku, po zajęciu Lwowa przez Armię Czerwoną współpracował z polskimi astronomami zatrudnionymi w obserwatorium lwowskim i podejmował działania chroniące to obserwatorium przed planowaną przez władze sowieckie likwidacją.
Obszar jego zainteresowań naukowych był bardzo szeroki, zajmował się m.in. astrometrią, sejsmometrią, grawimetrią i magnetometrią. Prowadził też badania ruchu biegunów Ziemi (na jego nagrobku znajdującym się na cmentarzu Łukianowskim w Kijowie umieszczono diagram obrazujący ruch bieguna Ziemi w latach 1942-1947).
Był żonaty, miał sześcioro dzieci, jego syn Boris (1906-1963) pracował w obserwatorium w Pułkowie zajmując się astrometrią.
Jego nazwiskiem została nazwana planetoida (2724) Orlov.